# Akkadō
Akkadō (安家洞) est une grotte naturelle du Japon, située à Iwaizumi. Elle est classée  monument naturel, c'est la plus longue du pays.

## Description
La grotte est explorée depuis 1959, auparavant c'était un terrain de jeu pour les enfants ; elle est adjacente à la grotte de Ryūsendō. Elle comporte de nombreuses branches et comprend plusieurs lacs souterrains, l'un d'eux s’étend sur deux kilomètres du nord au sud et sur 500 mètres d’est en ouest, sa profondeur atteint 140 mètres (il n'est pas ouvert au public). Depuis 1991, d'avril à novembre, cinq-cents mètres de galeries sont accessibles au public. La température est de 8°C. Le plafond est bas, un casque est nécessaire. En été des lucioles viennent y vivre et des évènements sont organisés.